# 동경 70도
동경 70도(東經70度)는 본초 자오선에서 동쪽으로 70도 떨어진 경선이다. 북극점에서 시작하여 북극해, 아시아, 인도양, 남극해, 남극을 거쳐 남극점에 이른다.
동경 70도는 서경 110도와 이어져 지구의 둘레를 이룬다.
동경 70도는 제2차 세계 대전 기간에 추축국이었던 나치 독일, 일본 제국, 파시스트 이탈리아가 아시아를 분할하는 기준선으로 계획되기도 했다.
북극점에서 남극점까지 동경 70도선은 다음 지역을 지나간다.
| 좌표                                                  | 나라, 지역, 해역           | 주석                                                                                   |
| ----------------------------------------------------- | -------------------------- | -------------------------------------------------------------------------------------- |
| 북위 90° 0′ 동경 70° 0′  / 북위 90.000° 동경 70.000°  | 북극해                     |                                                                                        |
| 북위 81° 0′ 동경 70° 0′  / 북위 81.000° 동경 70.000°  | 카라해                     |                                                                                        |
| 북위 73° 11′ 동경 70° 0′  / 북위 73.183° 동경 70.000° | 러시아                     | 벨리 섬                                                                                |
| 북위 73° 0′ 동경 70° 0′  / 북위 73.000° 동경 70.000°  | 말리기나 해협              |                                                                                        |
| 북위 72° 52′ 동경 70° 0′  / 북위 72.867° 동경 70.000° | 러시아                     |                                                                                        |
| 북위 55° 11′ 동경 70° 0′  / 북위 55.183° 동경 70.000° | 카자흐스탄                 |                                                                                        |
| 북위 41° 47′ 동경 70° 0′  / 북위 41.783° 동경 70.000° | 우즈베키스탄               |                                                                                        |
| 북위 40° 44′ 동경 70° 0′  / 북위 40.733° 동경 70.000° | 타지키스탄                 |                                                                                        |
| 북위 40° 14′ 동경 70° 0′  / 북위 40.233° 동경 70.000° | 키르기스스탄               |                                                                                        |
| 북위 39° 32′ 동경 70° 0′  / 북위 39.533° 동경 70.000° | 타지키스탄                 |                                                                                        |
| 북위 37° 33′ 동경 70° 0′  / 북위 37.550° 동경 70.000° | 아프가니스탄               |                                                                                        |
| 북위 34° 3′ 동경 70° 0′  / 북위 34.050° 동경 70.000°  | 파키스탄                   | 연방 직할 부족 지역                                                                    |
| 북위 33° 44′ 동경 70° 0′  / 북위 33.733° 동경 70.000° | 아프가니스탄               |                                                                                        |
| 북위 33° 8′ 동경 70° 0′  / 북위 33.133° 동경 70.000°  | 파키스탄                   | 연방 직할 부족 지역 발루치스탄 주 펀자브 주 발루치스탄 주 - 10 km 정도 펀잡 주 신드 주 |
| 북위 27° 32′ 동경 70° 0′  / 북위 27.533° 동경 70.000° | 인도                       | 라자스탄 주                                                                            |
| 북위 26° 35′ 동경 70° 0′  / 북위 26.583° 동경 70.000° | 파키스탄                   | 신드 주                                                                                |
| 북위 24° 10′ 동경 70° 0′  / 북위 24.167° 동경 70.000° | 인도                       | 구자라트 주                                                                            |
| 북위 22° 54′ 동경 70° 0′  / 북위 22.900° 동경 70.000° | 인도양                     | 쿠치만                                                                                 |
| 북위 22° 35′ 동경 70° 0′  / 북위 22.583° 동경 70.000° | 인도                       | 구자라트 주                                                                            |
| 북위 21° 12′ 동경 70° 0′  / 북위 21.200° 동경 70.000° | 인도양                     |                                                                                        |
| 남위 49° 9′ 동경 70° 0′  / 남위 49.150° 동경 70.000°  | 프랑스령 남방 및 남극 지역 | 케르겔렌 제도                                                                          |
| 남위 49° 43′ 동경 70° 0′  / 남위 49.717° 동경 70.000° | 인도양                     |                                                                                        |
| 남위 60° 0′ 동경 70° 0′  / 남위 60.000° 동경 70.000°  | 남극해                     |                                                                                        |
| 남위 68° 15′ 동경 70° 0′  / 남위 68.250° 동경 70.000° | 남극                       | 오스트레일리아령 남극 지역, 오스트레일리아가 영유권을 주장한다.                        |

## 같이 보기
- 동경 69도
- 동경 71도